# Christoph 44
Christoph 44 ist der Funkrufname eines von der DRF Luftrettung betriebenen Rettungshubschraubers. Der Hubschrauber vom Typ Airbus Helicopters H135 ist am Universitätsklinikum in Göttingen stationiert.

## Geschichte
Am 1. Juli 1980 wurde eine Bölkow Bo 105 für die Luftrettung in der Region um Göttingen in Dienst gestellt. Im Juni 2007 wurde die geleaste Bo 105 an den Hersteller zurückgegeben und durch einen Eurocopter EC 135 ersetzt. Zwei jeweils 519 kW starke Radialverdichterturbinen beschleunigen den Hubschrauber auf bis zu 250 km/h, womit er 35 km/h schneller ist als das Vorgängermodell. Seit September 2024 wird an der Station ein Hubschrauber vom Typ Airbus Helicopters H135 eingesetzt.